# 2006-os wimbledoni teniszbajnokság

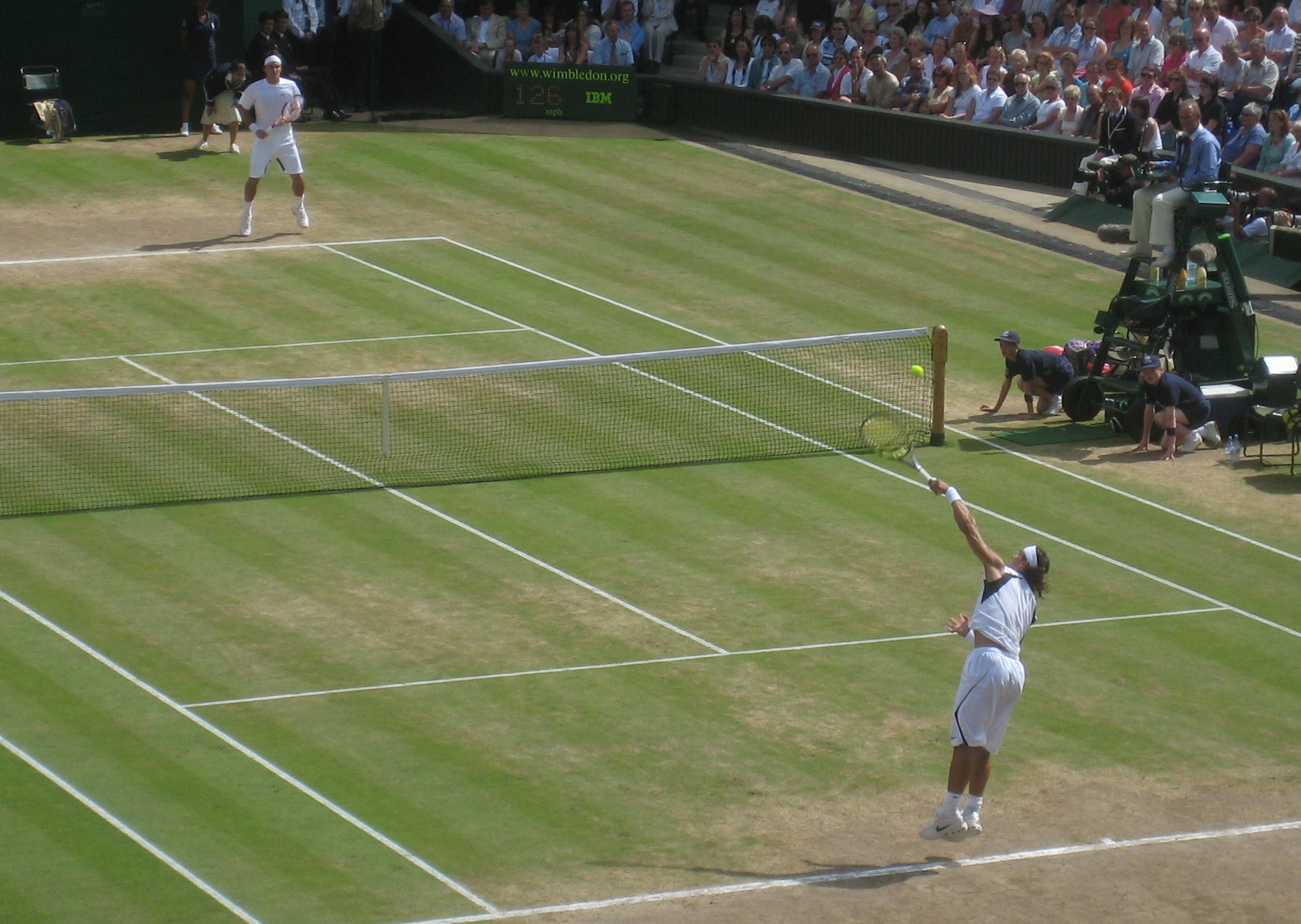
A férfiak döntőjét Rafael Nadal (elöl) és Roger Federer (hátul) vívta

A 2006-os wimbledoni teniszbajnokság az év harmadik Grand Slam-tornája, a wimbledoni teniszbajnokság 120. kiadása volt. 2006. június 26. és július 9. között rendezték meg London-ban.
A férfiak címvédője Roger Federer zsinórban negyedik wimbledoni győzelmét szerezte meg, a döntőben Rafael Nadalt legyőzve. A nőknél Amélie Mauresmo második Grand Slam-győzelmét szerezte, miután a döntőben, három szettes mérkőzésen legyőzte Justine Henint.

## Döntők

### Férfi egyes
Roger Federer -  Rafael Nadal 6-0 7-6(5) 6-7(2) 6-3

### Női egyes
Amélie Mauresmo  -  Justine Henin 2-6 6-3 6-4

### Férfi páros
Bob Bryan &  Mike Bryan -  Fabrice Santoro &  Nenad Zimonjić 6-3 4-6 6-4 6-2

### Női páros
Jen Ce &  Cseng Csie
-  Virginia Ruano Pascual &  Paola Suárez 6-3 3-6 6-2

### Vegyes páros
Andi Rám &  Vera Zvonarjova -  Venus Williams &  Bob Bryan 6-3 6-2

## Juniorok

### Fiú egyéni
Thiemo de Bakker –  Marcin Gawron 6–2, 7–6(4)

### Lány egyéni
Caroline Wozniacki –  Magdaléna Rybáriková 3–6, 6–1, 6–3

### Fiú páros
Kellen Damico &  Nathaniel Schnugg –  Martin Kližan &  Andrej Martin 7–6(7), 6–2

### Lány páros
Alisza Klejbanova &  Anasztaszija Pavljucsenkova –  Hrisztina Antonijcsuk &  Alexandra Dulgheru 6–1, 6–2